# Крутяк Йосип Петрович
Йо́сип Петро́вич Крутяк (13 березня 1987, с. Глушин, нині Золочівського району Львівської області — 10 вересня 2015 с. Троїцьке, Луганська область) — солдат Збройних сил України, учасник російсько-української війни.

## Життєпис
Народився 1987 року в селі Глушин Львівської області, закінчив загальноосвітню школу.
В часі війни мобілізований, солдат, стрілець 54-ї окремої механізованої бригади.
10 вересня 2015 вранці на блокпосту за селом Троїцьке Попаснянського району у напрямку до смт Калинове, підконтрольного «ЛНР», на «розтяжці» з міною «ОЗМ-72», встановленій терористами, підірвалися військовики 54-ї бригади. Йосип Крутяк загинув на місці, п'ятеро вояків зазнали поранень, з них в лікарні помер Олег Кукса.
Похований в селі Глушин Золочівського району.
Без Йосипа лишились батьки та сестра.

## Нагороди та вшанування
За особисту мужність, сумлінне та бездоганне служіння Українському народові, зразкове виконання військового обов'язку нагороджений орденом «За мужність» III ступеня (16.1.2016, посмертно)